# Королёв, Евгений Никифорович
Евгений Никифорович Королёв (1913—2001) — советский работник строительной отрасли, Герой Социалистического Труда.

## Биография
Родился  14 ноября 1913 года в селе Верхние Межи Российской империи, ныне Кологривского района Костромской области.
Трудиться начал после окончания школы каменщиком в Новосибирске. После окончания строительного техникума — возглавил бригаду, был прорабом. В 1935 году был призван в Красную армию и направлен в составе строительного батальона на строительство объектов Комсомольска-на-Амуре. С началом Великой Отечественной войны был назначен начальником стройки аккумуляторного завода, который вошёл в строй в июне 1943 года, за что Королев был награждён орденом Красной Звезды.
После войны, как опытный строитель и организатор, Евгений Никифорович в 1953 году был направлен на восстановление города Калинина. Потом работал в Сибири, где возглавлял трест № 47 «Красноярскпромхимстроя». За послевоенные трудовые достижения был в 1958 году награждён орденом Трудового Красного Знамени. Затем Королёв поехал работать в Татарию, в Нижнекамск, где с 1963 года руководил коллективом строителей управления «Татэнергострой». Возводил Нижнекамский нефтехимический комбинат и строил рядом с ним город нефтехимиков. Здесь в 1971 году был удостоен звания Героя Социалистического Труда.
Кроме производственной, Евгений Никифорович занимался и общественной деятельностью — избирался депутатом городского совета и Верховного Совета Татарской АССР. После выхода на пенсию отдыхал.
Умер в 2001 году.

## Награды
- В 1971 году Е. Н. Королеву было присвоено звание Героя Социалистического Труда с вручением ордена Ленина.
- Также был награждён орденами Красной Звезды (1943) и Трудового Красного Знамени (1958), медалями.
- Заслуженный строитель Татарской АССР.

## Память
- В 2002 году Нижнекамске Герою установлен памятник у здания Нижнекамского политехнического колледжа[1], носящего его имя. Скульптор — Р. Сафин, архитекторы — А. Х. Ахмадияров и Ф. Г. Ханов.
- В самом колледже установлен бюст Королёва и действует музей.[2]
- На доме № 8 по ул. Школьный бульвар, где жил Королев, ему установлена памятная доска.[3][4]
- К 100-летию со дня рождения Е. Н. Королёва[5] в Нижнекамске был выпущен специальный буклет[6].